# Íþróttafélagið Fylkir
L'Íþróttafélagið Fylkir, conosciuto anche semplicemente come Fylkir, è una società calcistica islandese con sede nella città di Reykjavík. Milita in 1. deild karla, la seconda divisione del campionato islandese di calcio.

## Storia
Il club fu fondato il 28 maggio 1967 per iniziativa degli abitanti del neonato quartiere Árbær, situato nella parte est di Reykjavík, la quale in quel periodo stava conoscendo un importante sviluppo demografico. Inizialmente la società si occupò solamente dell'insegnamento del calcio ai giovani, e solo nel 1972 si scelse di avere anche una squadra che potesse partecipare al campionato islandese di calcio.
Nel 1977 il Fylkir raggiunse inaspettatamente le finali per l'ammissione alla 1. Deild (la seconda divisione), quando già gran parte della squadra aveva prenotato una vacanza in Spagna; schierando le giovanili, il club arancione-nero ottenne un'insperata promozione. Nel 1989 raggiunse anche la prima divisione (Úrvalsdeild), retrocedendo però dopo appena una stagione.
Dopo altre due esperienze in Úrvalsdeild durate solamente un anno (1993 e 1996), nel 2000 il neopromosso Fylkir fece clamore, arrivando secondo e mancando lo scudetto (vinto dal KR) per due soli punti, ma guadagnandosi comunque un posto in Coppa UEFA, dove, nel 2001, fu eliminato al secondo turno dagli olandesi del Roda JC. Proprio in quell'anno vinse la sua prima Coppa d'Islanda, confermandosi anche nel 2002. Sempre nel 2002, il Fylkir sprecò le sue chance-scudetto a causa di un'inopinata sconfitta subita nella gara contro l'ÍA di Akranes all'ultima giornata, alla quale si era presentato con un punto di vantaggio: ancora una volta, a vincere il titolo fu il KR, con due punti di vantaggio.
Oltre quarant'anni dopo la sua nascita, il Fylkir FC è ancora un club con un forte radicamento nel quartiere di Arbaer, infatti la maggior parte dei suoi giocatori e dei componenti del suo staff sono nati e cresciuti in quella zona di Reykjavík. Oggi il Fylkir è una delle società calcistiche più importanti d'Islanda, anche se i risultati del campo negli ultimi anni sono stati un po' altalenanti: nel 2006 e nel 2008 la squadra ha rischiato la retrocessione, mentre nel 2007 ha ottenuto un buon quarto posto con relativo accesso alla Coppa Intertoto del 2008.

## Palmarès

### Competizioni nazionali
- Coppa d'Islanda: 2

2001, 2002
- 1. deild karla: 4

1992, 1995, 1999, 2017
- 2. deild karla: 2

1977, 1984

### Altri piazzamenti
- Campionato islandese:

Secondo posto: 2000, 2002
Terzo posto: 2009
- Coppa d'Islanda:

Semifinalista: 1981, 1992, 2000
- Coppa di Lega islandese:

Finalista: 1999, 2002, 2011, 2025
Semifinalista: 2005, 2007, 2008
- Supercoppa d'Islanda:

Finalista: 2003

## Organico

### Rosa 2019
Aggiornata al 20 marzo 2019.
| N. |                    | Ruolo | Calciatore                      |
| -- | ------------------ | ----- | ------------------------------- |
| 1  | Islanda (bandiera) | P     | Aaron Snær Friðriksson          |
| 2  | Islanda (bandiera) | D     | Ásgeir Eyþórsson                |
| 4  | Islanda (bandiera) | D     | Andri Þór Jónsson               |
| 5  | Islanda (bandiera) | D     | Orri Sveinn Stefánsson          |
| 7  | Islanda (bandiera) | D     | Daði Ólafsson                   |
| 8  | Islanda (bandiera) | C     | Emil Ásmundsson                 |
| 9  | Islanda (bandiera) | A     | Hákon Ingi Jónsson              |
| 10 | Islanda (bandiera) | C     | Andrés Már Jóhannesson          |
| 12 | Islanda (bandiera) | P     | Stefán Ari Björnsson            |
| 13 | Islanda (bandiera) | A     | Arnór Gauti Ragnarsson          |
| 16 | Islanda (bandiera) | C     | Ólafur Ingi Skúlason (capitano) |

| N. |                        | Ruolo | Calciatore                 |
| -- | ---------------------- | ----- | -------------------------- |
| 17 | Islanda (bandiera)     | C     | Davíð Þór Ásbjörnsson      |
| 19 | Islanda (bandiera)     | C     | Ragnar Bragi Sveinsson     |
| 20 | Islanda (bandiera)     | C     | Daníel Steinar Kjartansson |
| 21 | Islanda (bandiera)     | C     | Benedikt Daríus Garðarsson |
| 23 | Islanda (bandiera)     | D     | Ari Leifsson               |
| 25 | Islanda (bandiera)     | A     | Valdimar Þór Ingimundarson |
| 28 | Islanda (bandiera)     | C     | Helgi Daníelsson           |
| 33 | Islanda (bandiera)     | C     | Gylfi Gestsson             |
| 49 | Islanda (bandiera)     | C     | Leonard Sigurðsson         |
|    | Inghilterra (bandiera) | C     | Sam Hewson                 |
|    | Estonia (bandiera)     | A     | Tristan Koskor             |